# کوه علی صبیه
کوه علی صبیه یک کوه در جیبوتی است که در Ali Sabieh Region, Djibouti واقع شده‌است. کوه علی صبیه ۸۰۱ متر بالاتر از سطح دریا واقع شده‌است.